# Salam (Arabisch)
Salam (Arabisch: سلام salām of salaam) is een Arabisch woord dat letterlijk vrede betekent. Het woord dient tevens als algemene begroeting, niet alleen in Arabische staten en door moslims in andere landen, maar ook in landen en bij volkeren waar de islam een grote invloed heeft. 
De gebruikelijke islamitische begroeting is as-salāmu ʿalaykum (ٱلسَّلَامُ عَلَيْكُمْ, 'letterlijk: 'vrede over u'), met als antwoord وَعَلَيْكُمُ ٱلسَّلَامُ) (wa ʿalaykum s-salām, 'en ook over u de vrede'). 
De begroeting wordt door christenen in Arabische landen subtiel vermeden door bijvoorbeeld te groeten met كَيْفَ حَالُكَ (kayf haluk, 'hoe gaat het met u') of met أَهْلًا وَسَهْلًا (ahlan wa-sahlan, 'welkom'). Verder zullen zij de islamitische groet eerder beantwoorden met أَهْلًا بِكُمْ (ahlan bikum, letterlijk 'welkom aan u').
As-Salām is ook een van de 99 Schone Namen van God.
Vanuit fonologische overwegingen wordt de niet in het Groene Boekje aanwezige spellingsvariant 'salaam' ook wel gebruikt.
In Israël wordt sjalom op dezelfde wijze gebruikt als salaam in de Arabische landen.